# 6560 Pravdo
A 6560 Pravdo (ideiglenes jelöléssel 1991 NP) a Naprendszer kisbolygóövében található aszteroida. Eleanor F. Helin fedezte fel 1991. július 9-én.